# 손재혁 (2000년)
손재혁(2000년 1월 20일 ~ )는 대한민국의 축구 선수로, 포지션은 미드필더이다.